# Raquel Prado
Pour les articles homonymes, voir Prado.
Raquel Prado (née en 1970) est une statisticienne bayésienne vénézuélienne. Elle est professeure de statistique à la Jack Baskin School of Engineering (en) de l'université de Californie à Santa Cruz et a été élue présidente de la Société internationale d'analyse bayésienne pour le mandat de 2019. 

## Formation et carrière
Raquel Prado est née le 24 avril 1970 à Caracas et a obtenu son diplôme de l'université Simón Bolívar en 1993. Elle obtient ensuite son doctorat en statistique à l'université Duke en 1998. Sa thèse, Latent Structure in Non-Stationary Time Series, était supervisée par Mike West,. 
Après avoir terminé son doctorat elle est retournée à l'université Simón Bolívar en tant que membre du corps professoral avant de partir à Santa Cruz. 
Elle est professeure de statistique à la Jack Baskin School of Engineering (en) de l'université de Californie à Santa Cruz.

## Travaux
Prado est spécialisé dans l'inférence bayésienne pour les données de séries temporelles. Avec Mike West, elle est l'auteure du livre Time Series: Modeling, Computation and Inference (Texts in Statistical Science, CRC Press, 2010). 
Les applications de ces travaux sont multiples et variées : avec Rajarshi Guhaniyogi Dan Spencer (alors doctorant), elle a développé des approches de régression par tenseur bayésien pour les données de neuroimagerie, projet récompensé par un prix à la 2019 Statistics in Imaging Conference ; avec Cheng-Han Yu, Hernando Ombao et Daniel Rowe elle développe des modèles pour l'analye d'imagerie par résonance magnétique fonctionnelle à valeurs complexes ; avec Annalisa Cadonna et Thanasis Kottas elle développe des modèles flexibles pour l'analye spectrale de séries temporelles multiples ; et avec Raquel Barata et Bruno Sanso elle développe des modèles pour la détection et la prospection de rivières atmosphériques.

## Prix et distinctions
En 1999, Raquel Prado et ses co-auteurs Andrew Krystal et Mike West ont remporté le prix Outstanding Statistical Application Award décerné par la Société américaine de statistique pour leurs travaux sur l’analyse statistique de données électroencéphalographiques. En 2013, Prado est devenue membre de l'American Statistical Association. 
Ell est présidente de la Société internationale d'analyse bayésienne pour le mandat de 2019.